# ۷۵۷ (قمری)
۷۵۷ (قمری)، هفتصد و پنجاه و هفتمین سال در گاهشماری هجری قمری است. اول محرم این سال برابر با سیزدهم ژانویه سال ۱۳۵۶ میلادی است.

## وابسته
- فهرست شاهان ایران
- جلایریان